# Apafej
Az Apafej (Big Daddy) 1999-ben bemutatott amerikai filmvígjáték-dráma, melyet Dennis Dugan rendezett. A főbb szerepekben Adam Sandler és a Sprouse-ikrek láthatók.

## Cselekmény
A 32 éves Sonny legfontosabb feladatának azt tartja, hogy olyan távolról kerülje el a felnőtt életet, amennyire csak lehetséges. Barátnője elhagyja, mire Sonny magára vállalja nősülni készülő barátjának ötéves fiát. Ám lehetetlen életmódján továbbra sem változtat, gyereknevelési módszerei pedig meghökkentőek.

## Szereplők
| Szerep          | Színész               | Magyar hang     |
| --------------- | --------------------- | --------------- |
| Sonny Koufax    | Adam Sandler          | Csőre Gábor     |
| Julian McGrath  | Dylan és Cole Sprouse | Baradlay Viktor |
| Layla           | Joey Lauren Adams     | Zakariás Éva    |
| Kevin Gerrity   | Jon Stewart           | Széles Tamás    |
| Corinne Maloney | Leslie Mann           | Györgyi Anna    |
| Phil D'Amato    | Allen Covert          | Kerekes József  |
| Arthur Brooks   | Josh Mostel           | Koroknay Géza   |
| Hajléktalan     | Steve Buscemi         | Bakai László    |
| Nazo            | Rob Schneider         | Józsa Imre      |
| Vanessa         | Kristy Swanson        | Gubás Gabi      |
| Lenny Koufax    | Joseph Bologna        | Szokolay Ottó   |
| Tommy Grayton   | Peter Dante           |                 |
| Mike            | Jonathan Loughran     |                 |
| Éneklő kenguru  | Tim Herlihy           |                 |
| Mr. Herlihy     | Edmund Lyndeck        | Szélyes Imre    |
| Miss Foote      | Helen Lloyd Breed     | Kassai Ilona    |
| M. Healy bírónő | Carmen De Lavallade   | Illyés Mari     |

## A forgatás
A filmet 1998. szeptember 24. és december 21. között forgatták New Yorkban.[forrás?]

## Díjak, jelölések
| Év   | Díj                             | Kategória                                        | Jelölt                                | Eredmény |
| ---- | ------------------------------- | ------------------------------------------------ | ------------------------------------- | -------- |
| 2000 | BMI Film Music Award            |                                                  | Teddy Castellucci                     | Elnyerte |
| 2000 | Blockbuster Entertainment Award | Kedvenc színész – vígjáték                       | Adam Sandler                          | Elnyerte |
| 2000 | Blockbuster Entertainment Award | Kedvenc férfi mellékszereplő – vígjáték          | Dylan és Cole Sprouse                 | Jelölve  |
| 2000 | Blockbuster Entertainment Award | Kedvenc női mellékszereplő – vígjáték            | Joey Lauren Adams                     | Jelölve  |
| 2000 | GLAAD Media Award               | Kiváló film                                      |                                       | Jelölve  |
| 2000 | Blimp Award                     | Kedvenc film                                     |                                       | Elnyerte |
| 2000 | Blimp Award                     | Kedvenc film színész                             | Adam Sandler                          | Elnyerte |
| 2000 | MTV Movie Award                 | Legjobb komikus színész]                         | Adam Sandler                          | Elnyerte |
| 2000 | MTV Movie Award                 | Legjobb színész                                  | Adam Sandler                          | Jelölve  |
| 2000 | MTV Movie Award                 | Legjobb filmes páros                             | Adam Sandler Dylan és Cole Sprouse    | Jelölve  |
| 2000 | People's Choice Award           | Kedvenc vígjáték                                 |                                       | Elnyerte |
| 2000 | Arany Málna díj                 | Legrosszabb férfi főszereplő                     | Adam Sandler                          | Elnyerte |
| 2000 | Arany Málna díj                 | Legrosszabb rendező                              | Dennis Dugan                          | Jelölve  |
| 2000 | Arany Málna díj                 | Legrosszabb film                                 | Columbia Pictures                     | Jelölve  |
| 2000 | Arany Málna díj                 | Legrosszabb forgatókönyv                         | Steve Franks Tim Herlihy Adam Sandler | Jelölve  |
| 2000 | Arany Málna díj                 | Legrosszabb férfi mellékszereplő                 | Rob Schneider                         | Jelölve  |
| 2000 | Young Artist Award              | Legjobb filmes alakítás a 10 éven aluliak között | Dylan és Cole Sprouse                 | Jelölve  |
| 1999 | Teen Choice Award               | Legjobb film a nyáron                            |                                       | Elnyerte |
| 1999 | YoungStar Award                 | Legjobb fiatal színészi alakítás filmben         | Dylan és Cole Sprouse                 | Jelölve  |

## Filmzene
1. The Pharcyde – Passing Me By
2. Erik Schrody & The White Folx – Only Love Can Break Your Heart
3. Melanie C – Ga Ga
4. The CrownSayers – Dancin’ in the Moonlight
5. Rufus Wainwright – Instant Pleasure
6. Styx – Blue Collar Man
7. Elvin Bishop – Fooled Around and Fell in Love
8. Limp Bizkit – Just Like This
9. Eurythmics – Sweet Dreams (Are Made of This)
10. Tim Herlihy – The Kangaroo Song
11. Garbage – When I Grow Up
12. Wise Guys – Ooh La La
13. Yvonne Elliman – If I Can’t Have You
14. Styx – Babe
15. Van Halen – Jump
16. Harvey Danger – Save It for Later
17. "Jorge Buccio – ’O sole mio
18. Jorge Buccio – It’s Now or Never
19. Jorge Buccio – The Best of Times
20. Styx – The Best of Times
21. Big Audio Dynamite – Rush
22. Sheryl Crow – Sweet Child o’ Mine
23. Bruce Springsteen – Growin’ Up
24. Shawn Mullins – What Is Life
25. Guns N’ Roses – Sweet Child o’ Mine